# اورماندلاک
اورماندلاک (به مجاری: Ormándlak) یک منطقهٔ مسکونی در مجارستان است که در زالا واقع شده‌است.